# Státní okresní archiv Svitavy
Státní okresní archiv Svitavy se sídlem v Litomyšli je státní okresní archiv s působností pro okres Svitavy, který sídlí v Litomyšli, je organizační složkou Státního oblastního archivu v Hradci Králové (do 31.12.2021 Státní oblastní archiv v Zámrsku).
Archiv vznikl 27. 4. 1960 po velké správní reformě sloučením do té doby samostatných okresních a městských archivů v Litomyšli, Poličce, Moravské Třebové, Svitavách, Březové nad Svitavou, Bystrém a Jevíčku. Až do roku 1999 docházelo k svážení archiválií z prostor zrušených archivů (po zrušení byly archivem nadále využívány jako depozitář). Archiv využíval prostory litomyšlského zámku, hospodářského zázemí zámku a až na konci 90. let se přestěhoval do současného prostoru, což prozatím vyřešilo jeho prostorové potřeby, a archiv nemusí využívat dislokovaný depozitář.
Ke konci roku 2015 spravoval 5041,11 bm. archiválií dělených do 1681 archivních fondů a sbírek.

## Ředitelé a vedoucí
- Jindřich Růžička, 1960–1987
- Oldřich Pakosta, 1987–1991
- Milan Skřivánek, 1991–2000
- Oldřich Pakosta, 2000–2019
- Michal Severa, 2019–2021
- Josef Kopecký 2022–dosud